# رون فيشر (لاعب هوكي الجليد)
رون فيشر (بالألمانية: Ron Fischer)‏ هو لاعب هوكي الجليد ألماني وكندي، ولد في 12 أبريل 1959 في ميريت في كندا.

## وصلات خارجية
- رون فيشر على موقع دوري الهوكي الوطني (الإنجليزية)
- رون فيشر على موقع EliteProspects.com (الإنجليزية)
- رون فيشر على موقع Eurohockey.com (الإنجليزية)
- رون فيشر على موقع HockeyDB.com (الإنجليزية)
- رون فيشر على موقع Hockey-Reference.com (الإنجليزية)
- رون فيشر على موقع أوليمبيديا (الإنجليزية)